# Adam Walton
Adam Walton (født 17. april 1999 i Brisbane, Australien) er en professionel tennisspiller fra Australien.